# Live in the studio
Live in the studio is een muziekalbum van Dave Bainbridge en Sally Minnear.
Het bevat opnamen die multi-instrumentalist Bainbridge en zangeres Minnear maakten in de Open Sky Studio ter voorbereiding op een studioalbum. Dat album kwam er echter nooit (gegevens 2022), maar inspiratie leidde wel tot het album To the far away (2021), waarop Minnear af en toe te horen is. Een eerste samenwerking vond al plaats in 2015. De opnamen vonden plaats rondom een aantal concerten die het tweetal gaven, waarvan op de dvd een beperkte weergave te zien is. Niet alleen hadden ze pech met het album, ook een gezamenlijk optreden in 2020 viel in het water als gevolg van de coronapandemie (werd uitgesteld tot 2021).
De muziek is beïnvloed door de muziek van de band Iona waar Bainbridge lid van is. Er is een aantal nummers van deze band te horen, aangevuld met werk van Celestial fire en Ierse volksmuziek. Enkele musici uit de folk, Tom Newman van Mike Oldfield, Simon Nicol van Fairport Convention en Ian Jones van Karnataka, waren lovend over het album en optredens.  

## Musici
- Dave Bainbridge – toetsinstrumenten, gitaren, bouzouki
- Sally Minnear – zang, loops met zangpartijen, akoestische gitaar, percussie, tenorblokfluit, fluitjes, viool en toetsinstrumenten (sally Minnear is de dochter van Kenny Minnear van Gentle Giant

## Muziek
| Nr. | Titel                                     | Duur  |
| --- | ----------------------------------------- | ----- |
| 1.  | Kells theme (Iona)                        | 4:45  |
| 2.  | Treasure (Iona)                           | 4:08  |
| 3.  | After the battle (Bainbridge/Minnear)     | 2:25  |
| 4.  | The wild sea (Bainbridge)                 | 4:34  |
| 5.  | Machrie Moor (Fiona Davidson)             | 6:50  |
| 6.  | The humours of Ballyloughan (volksmuziek) | 4:14  |
| 7.  | Today (Iona)                              | 4:04  |
| 8.  | Songs of ascent (part 2) (Iona)           | 10:43 |
| 9.  | The storm (Spillane/Lunny)                | 4:33  |
| 10. | Shuil a ruin (volksmuziek)                | 5:13  |
| 11. | Innocence found (Bainbridge)              | 3:48  |
| 12. | Revelation (Iona)                         | 4:38  |
| 13. | Heaven’s bright sun (Iona)                | 4:39  |
| 14. | Beyond these shores (Iona)                | 4:42  |
| 15. | Caoineadh Cu Chulainn (Bill Whelan)       | 4:11  |